# Droga lotnicza

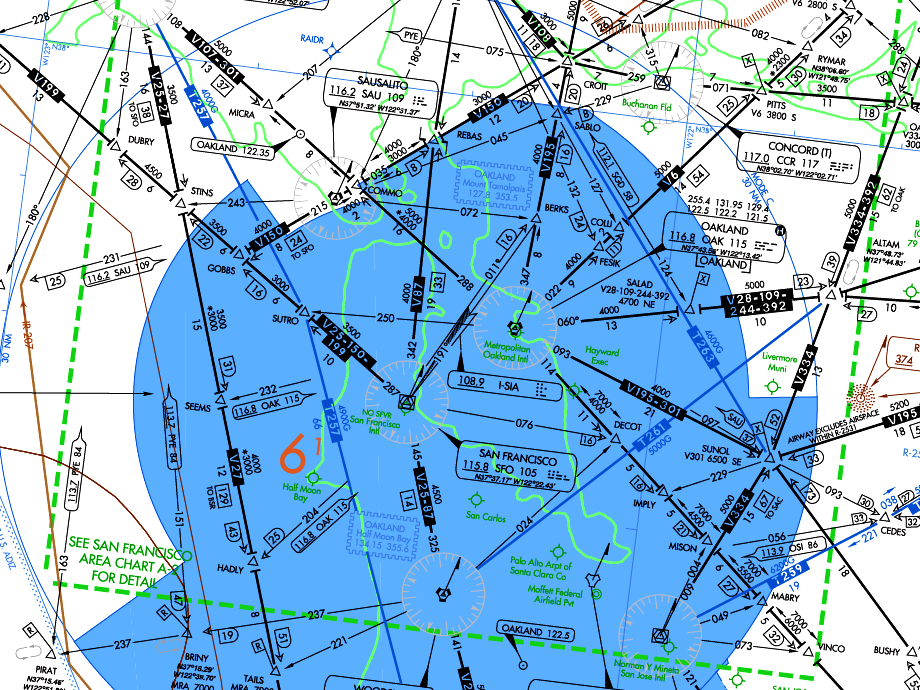
Dolne drogi lotnicze na mapie (okolice Oakland)

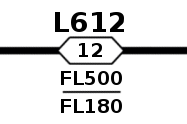
Przykładowe oznaczenie (droga L612, od poziomu 180 do 500, odcinek o długości 12 NM)

Droga lotnicza (ang. airway, AWY) – wydzielony z przestrzeni obszar, w kształcie korytarza, przeznaczony do lotu statków powietrznych. Posiada dolną oraz górną granicę wysokości, szerokość i jest określona między punktami o danych współrzędnych geograficznych lub punktami odniesionymi do pomocy radionawigacyjnych (np. VOR, NDB). Drogi lotnicze umożliwiają sprawną organizację ruchu lotniczego o dużym natężeniu, tworząc rozbudowaną sieć połączeń pomiędzy lotniskami.
Dolna granica wysokości drogi lotniczej wynosi minimum 1000 ft (lub 2000 ft w terenie górskim) nad najwyższym wzniesieniem terenu.
Statki powietrzne mają obowiązek poruszać się środkiem korytarza, czyli po jego centralnej linii. Ze względów bezpieczeństwa na drodze lotniczej zapewniona jest kontrola ruchu lotniczego, zaś przestrzeń powietrzna należy do klasy A lub B.

## Korytarz powietrzny
Korytarz powietrzny (ang. air corridor) – droga lotnicza wyznaczona w przestrzeni objętej zakazem, przeznaczona dla lotnictwa cywilnego. Termin stosuje się również na określenie drogi lotniczej z ograniczoną dostępnością, zapewniającej bezpieczny przelot samolotów na obszarze działań wojennych.
Przykładowo, w trakcie operacji Vittles, podczas blokady Berlina, amerykańskie samoloty poruszały się w ściśle wytyczonym korytarzu powietrznym, aby uniknąć zestrzelenia przez Sowietów.

## Lotnictwo cywilne
W międzynarodowych przepisach lotnictwa cywilnego droga lotnicza jest definiowana jako obszar kontrolowany lub jego część, ustanowiona w postaci korytarza.

### Polska
W Polsce nie stosuje się podziału na dolne i górne drogi lotnicze. Pełny wykaz dróg (cywilnych i wojskowych), określanych drogami nawigacji obszarowej (ang. RNAV routes), zawarty jest w Zbiorze Informacji Lotniczych (AIP Polska) w rozdziale ENR 3, natomiast mapy trasowe znajdują się w ENR 6.
Istnieją także warunkowe drogi lotnicze (ang. Conditional routes, CDR), stanowiące uzupełnienie dla stałej sieci dróg, wykorzystywane pod określonymi warunkami (podawane m.in. w krajowym Planie Użytkowania Przestrzeni Powietrznej (AUP) i Europejskim Planie Użytkowania Przestrzeni Powietrznej).